# Paleògnats
Els paleògnats (Palaeognathae) són un dels dos superordres de la subclasse neornites de la classe dels ocells. Aquest superordre està format per cinc ordres vius i quatre extints. La majoria de paleògnats tenen colls llargs i cames també prou llargues, més especialitzades per a la cursa que no pas per al vol.

## Biogeografia
Actualment la distribució dels paleògnats està restringida a l'hemisferi sud. En el Cretaci, els continents d'aquest hemisferi estaven connectats, formant un únic continent anomenat Gondwana. Gondwana és el territori crucial en la major pregunta científica referent a l'evolució dels paleògnats, i així també pel que fa a l'evolució de tots els Neornithes.
Els paleògnats van evolucionar una única vegada, d'un únic ancestre, a Gondwana durant el Cretaci, o van evolucionar després de l'esdeveniment del Cretaci-Paleogen a partir de diversos ancestres voladors en diversos continents? El primer plantejament sovint és anomenat la hipòtesi de la vicariància de Gondwana. Està fortament suportada per estudis del rellotge molecular, però es debilita per la manca de fòssils disponibles de paleògnats a l'hemisferi sud durant el Cretaci. Al segon plantejament se li dona el nom d'hipòtesi de la radiació del Terciari. Aquesta hipòtesi està suportada per estudis de filogènia molecular i coincideix amb el registre fòssil, però no està d'acord amb estudis filogenètics morfològics. Ambdues hipòtesis han sigut suportades i canviades per diversos estudis i per diversos autors.